# 러시아워 3
《러시아워 3》(영어: Rush Hour 3)은 2007년 개봉한 액션 코미디 영화로, 러시아워 시리즈의 세 번째 작품이다. 전편과 마찬가지로 브렛 래트너 감독이 연출했다.

## 줄거리
영화 '러쉬 아워 2' 이후 3년, 홍콩 경찰의 리 반장과 LAPD의 카터 형사는 각각 경호 임무와 교통 경찰 업무를 맡고 있다. 중국 대사 한은 범죄자 재판소에서 삼합회와의 전쟁을 선언하려던 찰나 암살당한다. 리 반장은 암살범을 쫓아가지만, 그가 어린 시절 함께 자란 형제 켄지라는 사실에 망설이다 놓치고 만다. 한 대사는 병원에 입원하고, 리와 카터는 그의 딸 수영에게 범인을 잡겠다고 약속한다.
수영은 아버지 한 대사가 남긴 봉투를 찾으러 쿵푸 도장에 가지만, 삼합회가 이미 물건을 가져갔고, 병원으로 향하고 있음을 알게 된다. 병원에서 암살자들을 막아낸 리와 카터는 프랑스어를 구사하는 수녀의 도움을 받아 프랑스 암살자를 심문한다. 수영을 보호하기 위해 프랑스 대사관에 맡기지만 폭탄 테러를 당하자, 리와 카터는 사건을 파헤치기 위해 파리로 향한다.
파리에서 택시 운전사 조지를 만나 삼합회의 아지트로 향한다. 카터는 쇼걸 제네비브를 만나지만, 리는 젠지에게 속아 암살자 자스민에게 죽을 뻔한다. 위기를 넘긴 둘은 켄지에게 붙잡히지만 탈출에 성공한다. 리는 켄지와 자신의 관계를 밝히고, 카터와 결별을 선언한다. 카터는 제네비브를 따라다니지만, 리는 수수께끼의 인물 '샤이 셴'이 삼합회 지도자 목록임을 알게 된다.
제네비브가 샤이 셴 정보를 갖고 있고 삼합회의 표적이 된 것을 안 리와 카터는 그녀를 구출해 호텔로 피신한다. 그곳에서 삼합회와 결탁한 레이나드 대사의 배신과 켄지의 협박에 맞닥뜨린다. 리, 카터, 그리고 위장한 카터는 에펠탑에서 켄지와 대면하고, 리와 켄지는 칼싸움을 벌인다. 결국 켄지는 리의 손을 놓아 자살하고, 카터는 켄지의 부하들과 자스민을 물리친다.
레이나드는 제네비브를 죽이려 하지만 조지가 그를 사살한다. 리와 카터는 모든 사건을 해결하고 범인을 물리치지만, 공을 가로채려는 레비 형사를 제압하고 승리의 춤을 춘다.

## 배역
- 크리스 터커 - 제임스 카터 형사
- 성룡 - 리 경위
- 사나다 히로유키 - 켄지
- 막스 폰 쉬도브 - 바든 레이나드
- 이방 아탈 - 조르주
- 구도 유키 - 드래곤 레이디 재스민
- 노에미 르누아르 - 준비에브
- 장징추 - 수영 한
- 지 마 - 솔론 한 대사
- 로만 폴란스키 - 레비
- 필립 베이커 홀 - 디엘 서장
- 다나 아이비 - 아그네스 수녀
- 헨리 오 - 유 사범
- 쑨밍밍 - 거인 무술인
- 미아 타일러 - 마샤
- 세라 샤히 - 조이
- 쥘리 뒤파르디외 - 폴레트
- 데이비드 니븐 주니어 - 영국 외무부 장관

## 한국판 성우진(SBS) (2008년 9월 13일)
- 홍시호 - 리(성룡)
- 김일 - 카터(크리스 터커)
- 최원형 - 켄지(사나다 히로유키)
- 이완호 - 레나르(막스 폰 쉬도브)
- 김지혜 - 제느비에브(노에미 르누아르)
- 한수림 - 수영(장징추)
- 정재헌 - 조르쥬(이반 아탈)
- 김용식 - 다이엘 반장(필립 베이커 홀) / 유 스승(구형리)
- 박태호 - 레비 형사(로만 폴란스키)
- 기경옥 - 암살범(유키 쿠도)
- 홍승섭 - 거인 무술인(쑨밍밍) / 대사(마지)
- 조예신 - 수녀(다나 아이비)
- 윤복성 - 외무부 장관(데이빗 니븐)
- 이상범 - 무술인(완용)
- 송정희 - 조르쥬의 아내(쥘리 드파르디외)